# エチオピア (小惑星)
エチオピア (1432 Ethiopia) は小惑星帯に位置する小惑星である。南アフリカのヨハネスブルグで天文学者のシリル・ジャクソンによって発見された。
アフリカ大陸北部のエチオピアに因んで命名された。